# 국립극장 (뮌헨)

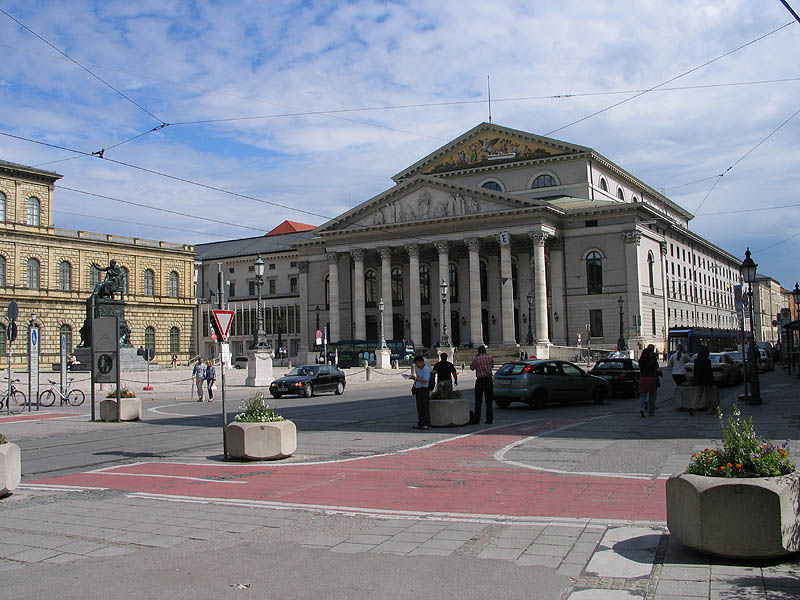
뮌헨 국립극장

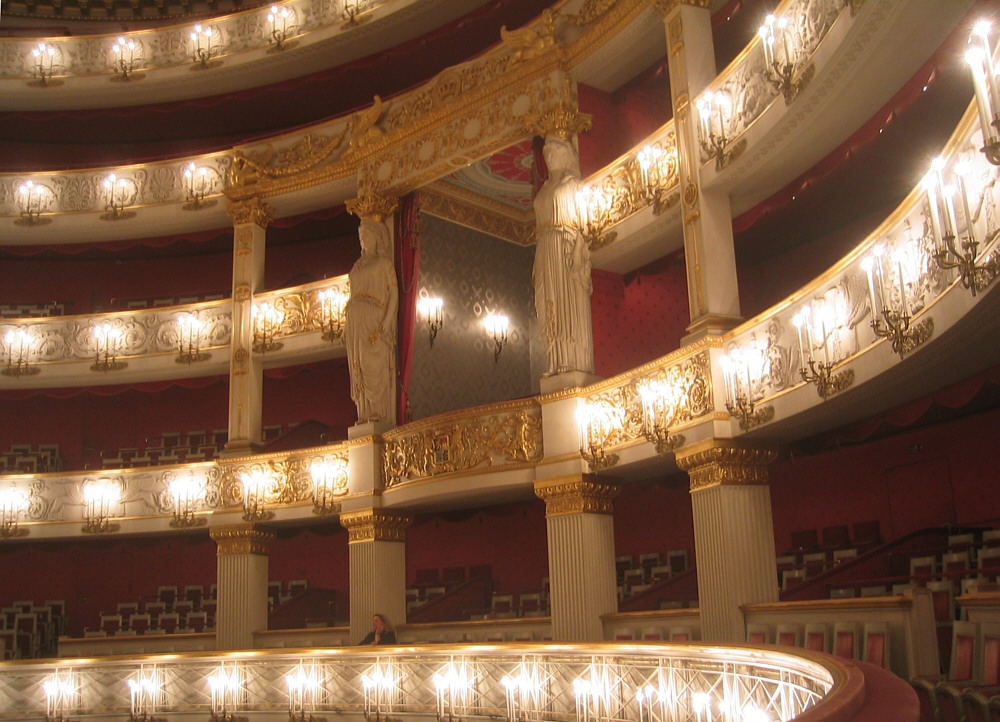
국립극장의 내부

뮌헨 국립극장 또는 뮌헨 왕립극장은 1818년 뮌헨에 세워진 독일의 오페라 극장이다. 바이에른 국립 오페라 극장이라고 한다.
뮌헨에 오페라가 들어온 것은 17세기 중엽으로 1752년에는 궁정극장이 세워졌고, 1811년 10월 26일에 더 큰 규모의 극장을 건립하기 위한 공사가 시작되었다. 1817년 미완성 건물에서 화재가 발생하였고 우여곡절 끝에 1818년 10월 12일  페르디난트 프란츨의 'Die Weihe' 공연을 시작으로 새로운 국립극장이 개장했다. 오페라의 주무대가 되었다. <트리스탄과 이졸데>, <뉘른베르크의 명가수>, <카프리치오> 등의 명작이 초연되었다. 1823년 1월 14일, 화재로 전소되어 2년 후인 1825년 재건축되었지만, 제2차 세계대전 중인 1942년 10월에 다시 소실되었고 그 후로는 바이에른의 루트비히 2세가 바그너의 작품 상연을 위해 1901년에 세운 프린츠레겐텐 극장을 본거지로 활동을 계속하였다. 1963년에 외관은 옛모습 그대로 재건하여 객석 2,200에 모든 것을 최신 시설로 하였으며 이것들을 잘 활용한 의욕적인 연출은 정평이 있다. 베를린 및 함부르크와 함께 독일의 오페라 센터의 하나이다.